# Christian Wilhelm von Faber du Faur

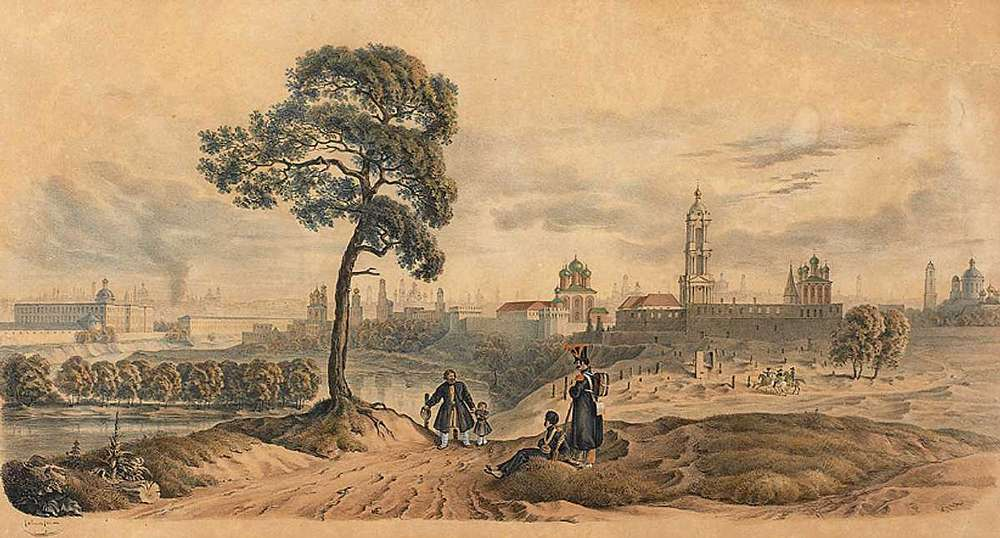
Moscou en 1812 par C.W. Faber du Faur.

Christian Wilhelm von Faber du Faur (né le 18 août 1780 à Stuttgart et décédé le 6 février 1857 à Stuttgart) est un juriste, un militaire et un peintre wurtembergeois.

## Biographie
Christian Wilhelm von Faber du Faur est le fils d'un colonel de la cavalerie du Wurtemberg, Albrecht Achilles von Faber du Faur, descendant d'un Armagnac, qui s'exila de France au XVe siècle. Il fit des études de droit et devint avocat en 1802 malgré des talents pour le dessin et la peinture. En 1809, suivant les traces de son père, il s'engagea dans l'armée du Wurtemberg et devint sous-lieutenant dans l'infanterie légère. 
En 1812, il participa à l'invasion de la Russie par Napoléon, au titre du contingent fourni par la confédération du Rhin. Il fut lieutenant dans la 25e division wurtembergeoise du 3e corps d'armée commandé par le maréchal Ney. Il dessina des esquisses presque tous les jours, en fit des dessins entre 1827 et 1830 et les publia à Stuttgart en 1831 avec le major Kausler. Son Mit Napoleon in Russland [Avec Napoléon en Russie] contient une grande variété de dessins en couleurs montrant toute la campagne jusqu'à la retraite. Cet ouvrage est un « témoignage capital sur la campagne de Russie », selon l’historien Jean Tulard. 
Fait chevalier de la Légion d'honneur le 17 septembre 1812, Faber du Faur était l'un des 300 soldats du Wurtemberg revenus vivants (en décembre 1812) de la campagne de Russie sur les 15 000 hommes qui étaient partis. Il rejoignit l'armée de Napoléon au printemps 1813 et participa à la bataille de Bautzen, où il fut grièvement blessé. Il passa ensuite une longue convalescence à Ludwigsburg. Il épousa Maria Margaretha Bonevenuta von Hirlinger en mars 1814.
En 1815, il reprit du service dans l'armée du royaume de Wurtemberg et fut successivement promu aux grades de Major en 1829, Oberstleutnant en 1836, Oberst en 1840 et Generalmajor en 1849. À partir de 1839, il était l'un des représentants militaires du Wurtemberg à la commission militaire de la Confédération germanique à Francfort. Christian Wilhelm von Faber du Faur fut décoré de la grand-croix de l'ordre de la Couronne de Wurtemberg associée à son titre de noblesse personnelle.
Il prit sa retraite en 1851 et mourut en 1857. Il est enterré au cimetière principal de Francfort.
Christian Wilhelm von Faber du Faur était le demi-frère de Wilhelm von Faber du Faur, un ingénieur sidérurgiste et un inventeur.

## Travaux
- Campagne de Russie 1812 d'après le journal illustré d'un témoin oculaire, avec introduction par Armand Dayot, Paris, Ernest Flammarion, 1831, 319 p.